# Fontanarejo
Fontanarejo è un comune spagnolo di 281 abitanti situato nella comunità autonoma di Castiglia-La Mancia.